# 最終兵器タオリー
『最終兵器タオリー』（原題：Towelie）はアメリカのコメディ・セントラルのテレビアニメシリーズ『サウスパーク』の第73話（シーズン5第8話）である。2001年8月8日に放映された。監督・脚本は共にトレイ・パーカー。日本語版タイトルは他に「オカマ・ゲームスフィア!」がある。

## あらすじ
スタンの家に遊びに来たカートマンはトイレのごみ箱から使用済みのタンポンを発見してしまう。子供たちにタンポンのことについて話したくないスタンの母親は、子供たちに最新テレビゲーム機「オカマ・ゲームスフィア」を買い与えてごまかした。子供たちはゲームに夢中になり、週末夜通しでプレイしようとする。
カイルが週末家族と湖に遊びに行く約束をしていたのを思い出した時、子供たちの前に「タオリー」が現れた。タオリーは人々が水に関することを言うと現れ、タオルを携帯するようにアドバイスする、喋るタオルである。そのまま「Do you wanna get high?（キメたくない？）」と聞いてくるタオリーだが、早くゲームをしたい子供たちは彼をほとんど無視し、立ち去るように言う。
週が明けて月曜になっても子供たちはゲームをやり続けていたが、スタンの母親に学校に行くよう強制され、しぶしぶ学校に向かう。バス停にいると1台の車が停まり、車に乗っていた男が子供たちに喋るタオルに会わなかったか尋ねてきた。タオリーのことだと子供たちが答えると、男はトランシーバーに叫び、疑い深く子供たちを見つつ走り去った。
放課後、子供たちはスタンの家に急ぐが、オカマ・ゲームスフィアがなくなっていることに気づく。そこへ身元不明の電話がかかってきて、オカマ・ゲームスフィアを返してほしければ町はずれのガソリンスタンドまでタオリーを連れてくるよう要求してきた。
子供たちがタオリーを呼び出し、ガソリンスタンドに着く頃にはすでに夜になっていた。ガソリンスタンドにはタオリーを製造している会社「タイナコープ社」の社員が待っており、子供たちはオカマ・ゲームスフィアについて尋ねるが、彼は何も知らなかった。直後、謎の軍隊が奇襲をかけ、タイナコープ社の面々は全滅するが、子供たちとタオリーは逃げ出すことに成功する。
やたらと草をキメたがり、暗証番号を入力しろと命じられても『Funkytown』のリズムを打った上に歌い出すタオリーに辟易しつつ、子供たちは軍隊の秘密基地とタイナコープ社のビルを行き来してオカマ・ゲームスフィアを取り返そうとする。その中で、タイナコープ社の正体が遺伝子組み換えタオルを量産して世界を支配しようと企むエイリアンの組織であることなどが明らかになるが、子供たちはこれらの話に全く関心を示さず、むしろ自分たちを無視して話を進めオカマ・ゲームスフィアも返してくれない大人に怒りを募らせていく。
そして軍隊とタイナコープ社の正面対決が始まる中、オカマ・ゲームスフィアを発見した子供たちはさっそくゲームをプレイし始めるが、遊んでいる最中に対決の余波でタイナコープ社のビルが爆破されてしまう。ケニーはビルの中に作られていた溶鉱炉に落ちて死んだものの、他の子供たちとタオリーはオカマ・ゲームスフィアを持って脱出できた。
子供たちは無事に家に帰り、タオリーと一緒にオカマ・ゲームスフィアで遊ぶ。カートマンはタオリーに「You're the worst character ever, Towelie（お前って最低のキャラだよな）」と言い、キメすぎで意識が朦朧としているタオリーも満足げに「I know（そうだね）」と答えた。

## 備考
- タオリーのキャッチフレーズ「Don't forget to bring a towel（タオル忘れちゃダメよ）」は、作者が行った船旅の最中、人々から常に「タオル忘れないでね」と言われたことに由来する。

- エピソードがCMに入る前に、タオリーグッズを宣伝する偽のCMが流れる。この回を放送後すぐに、サウスパーク公式サイトで本編の内容に基づくTシャツとフードスウェットシャツが販売された。シャツには「Don't forget to bring a towel」と言っているタオリーがデザインされている。

- アメリカ版DVDでの解説によると、パーカーとストーンは当時、自分たちの作品が商品として利用されていることを意識するようになっており、その皮肉としてタオリーが生まれたという。彼らはタオリーについて「キャッチフレーズを言って、グッズ販売の宣伝をする以外の存在意義はない」と語っている。エピソード中に偽のCMを流し、カートマンがタオリーを「最低のキャラ」と評したのもこのためである。

- タオリーが草をキメる時、常にポパイがホウレンソウを食べた時のBGMが流れる。

- オカマ・ゲームスフィアは本来PlayStation 2を出す予定だったが、商標により名前を使うことができなかったため生まれたものである。ゲームスフィアという名前は任天堂のゲームキューブが元ネタ。

- スタンの母親に使用済みタンポンを捨てるよう言われた後のカートマンの台詞「You shouldn'ta done that. He's just a boih. Poor little feller（そいつはひでーことをしやがるぜ。かわいそうによ）」は、映画『スリング・ブレイド』作中の「You shouldn't've done that. he was just a boy」という台詞が元ネタ。
- 子供たちが軍隊の秘密基地に潜入した際、不完全な遺伝子組み換えタオルが「私を殺して」と懇願してくるシーンは映画『エイリアン4』が元ネタ。
- 終盤、ケニーや遺伝子組み換えタオルが溶鉱炉のような場所に落ちるのは映画『ターミネーター2』が元ネタ。